# Bandidos MC
Il Bandidos MC è un club di motociclisti nato negli USA ma con presenza in tutto il mondo. Il club è stato costituito nel 1966 da Donald Eugene Chambers a San Leon nel Texas.
Il suo motto è "We are the people our parents warned us about" ("Noi siamo le persone da cui i nostri genitori ci hanno messo in guardia"). Si stima che abbiano più di 5.000 membri in 210 chapter in 22 paesi.

## Storia
I Bandidos sono uno dei quattro "Big Four" (ovverosia i 4 "motorcycle clubs", "MC", più diffusi a livello mondiale che attualmente sono: Hells Angels MC, Outlaws MC e Pagans MC, questi ultimi molto diffusi solo però all'interno degli Stati Uniti d'America). Il club è nato nel 1966 a San Leon, in Texas per mano di Donald Eugene Chambers.
Attualmente il club conta 90 charters negli Stati Uniti, 148 in Europa, 32 in Australia e 15 in Asia. Negli Stati Uniti la maggior parte delle sezioni si trovano in Texas, ma successivamente sono nati anche in Louisiana, Mississippi, Alabama, Arkansas, New Mexico, Colorado, Montana, Wyoming, South Dakota, Utah, Idaho, Nevada, Washington, Oklahoma e Nebraska. Nell'ultimo decennio c'è stato una sanguinosa faida con la gang rivale degli Hells Angels anche in Europa.
I Bandidos sono tradizionalmente vicini agli Outlaws.

## Organizzazione

### Nord America
Negli Stati Uniti, il club è concentrata in Texas, ma si estende in Louisiana, Missouri, Mississippi, Alabama, Arkansas, New Mexico, Colorado, Montana, Wyoming, South Dakota, Utah, Idaho, Nevada, Washington, Oklahoma, Nebraska, e molti altri stati.
In Canada, il Rock Machine Motorcycle club di Montréal si fuse con i Bandidos nel 2000; c'era un chapter a Toronto in Ontario fino a che il massacro di Shedden ha portato alla loro morte.

### Oceania
Il primo chapter australiano è stato costituito nel 1983, a Sydney, da ex membri dei Comancheros. Hanno chapter in Adelaide, Ballarat, Brisbane (Bayside, Centro, Città), Byron Bay, Cairns, Geelong, Gold Coast, Hunter Region, Ipswich, Melbourne, Mid Coast del Nord, Medio Stato, Mission Beach, Noosa, Nord Victoria, Northside, Sunshine Coast, Sydney, e Toowoomba - insieme con i membri nomadi.
Hanno una piccola ma crescente presenza in Nuova Zelanda dopo un inizio difficile nel 2012. Essi sostengono di avere più di una dozzina di patch e le prospettive della zona di Christchurch.

### Europa
Il primo chapter europeo ha aperto a Marsiglia in Francia nel 1989, seguita da chapter in Scandinavia, in Danimarca nel 1993 e in Svezia nel 1994. Negli ultimi anni il club ha anche ampliato pesantemente la propria presenza in Germania, Spagna, Norvegia, Finlandia, Belgio, Italia, Paesi Bassi, Lussemburgo e le Isole del Canale. A partire dal 15 marzo 2014, il club ha aperto un nuovo "chapter di prova" a Sittard, nei Paesi Bassi. Inoltre, sta esaminando la creazione di chapter in Russia e in Europa orientale e anche a Singapore, Malaysia e Thailandia. I Bandidos sono organizzati per chapter locali, statali e regionali con gli ufficiali, nonché un chapter nazionale, composto da quattro vicepresidenti regionali e un presidente nazionale.

### Medio Oriente
Il primo chapter prospect aperto ad Abu Dhabi negli Emirati Arabi Uniti nel 2016. A partire dal 22 aprile 2016, il club è considerato il primo moto club internazionale ad aprire in Medio Oriente un club di supporto.
Come gli Hells Angels anche I Bandidos hanno dei club "support", ossia MC amici. Questi gruppi solitamente indossano i "colori" (Back Parch) invertiti: ovvero con bordo oro e sfondo rosso. Solitamente i membri appartenenti ai support club usano indossare sulla parte anteriore una patch rotonda, coi colori dell'MC dominante.

## Attività criminali per nazione

### Germania

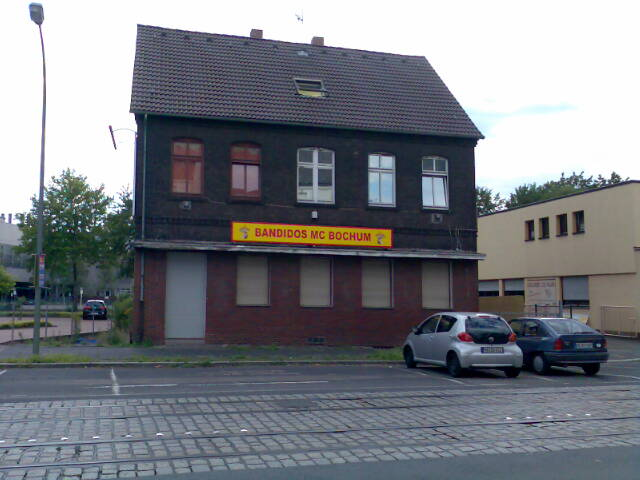
Bandidos club house a Bochum

L'11 giugno 2008, 2 membri dei Bandidos sono stati condannati all'ergastolo per l'omicidio di un membro degli Hells Angels avvenuto il 23 maggio 2007 a Ibbenbüren. L'8 ottobre, 2009, un membro dei Bandidos è stato ucciso da un "prospect" degli Hells Angels a Duisburg.
Nel febbraio 2010, 8 turco-tedeschi membri dei Bandidos a Berlino in una mossa senza precedenti abbandonarono questi ultimi e si unirono agli Hells Angels creando un sotto-chapter "Hells Angels Nomads Türkiye". Questo scatenò una guerra tra bande che durò da febbraio ad aprile 2010.
Il 26 aprile 2012 le autorità della regione del Renania Settentrionale-Vestfalia hanno vietato e sciolto il chapter dei bandidos di Aquisgrana e 3 club di supporto.
Nell'operazione condotta dalla polizia della Renania Settentrionale-Vestfalia sono state perquisite 38 proprietà, in cui sono state trovate armi da fuoco e armi da taglio. La visualizzazione del simbolo dei Bandidos e di tutto ciò che è associato ad essi erano vietati. Il governo della Renania Settentrionale-Vestfalia ha ritenuto necessaria l'operazione perché i Bandidos volevano costruire la loro supremazia criminale attraverso il racket e la violenza

### Italia
Il 28 marzo 2024, un membro dei Bandidos è stato arrestato a Brescia con l'accusa di essere l'autore dell'incendio appiccato nella notte del 20 ottobre 2023 al locale Gasoline di Castegnato.